# Janusz Prusinowski (zm. przed 16 października 1650)
Janusz Prusinowski herbu Topór (zm. przed 16 października 1650 roku) – podkomorzy bełski od 1642 roku, podczaszy bełski w latach 1639-1642, rotmistrz wojska powiatowego województwa bełskiego w 1640 roku, 1648 roku, 1649 roku.